# Tuberculobasis yanomami
Tuberculobasis yanomami – gatunek ważki z rodziny łątkowatych (Coenagrionidae).